# 京芜高速动车组列车
京芜高速动车组列车是中国铁路运行于首都北京市北京南站至安徽省芜湖市芜湖站间的高速动车组列车，自2020年7月1日起开行，由北京局集团北京客运段担任客运乘务，列车全程运行1128公里，途经北京市、河北省、天津市、山东省、江苏省、安徽省四省二市。其中北京南站至芜湖站运行4小时32分，使用车次为G41次；芜湖站至北京南站运行4小时29分，使用车次为G44次。

## 历史
2020年7月1日，全国铁路调整列车运行图，原运行于北京南~合肥南间的G23/30次延长至芜湖站始发终到。
2021年6月25日，配合京沪高铁运行图重排，本对列车车次改为G41/44次。

## 使用列车
本对列车使用配属北京局集团北京南动车运用所的CR400AF-B或CR400AF-BZ，两种车体轮流使用。